# Pal Joey (film)
Pal Joey este un film de comedie american din 1957 regizat de George Sidney. Rourile principale sunt interpretate de Rita Hayworth, Frank Sinatra și Kim Novak.

## Distribuție
- Rita Hayworth – Vera Prentice-Simpson
- Frank Sinatra – „Pal” Joey Evans
- Kim Novak – Linda „The Mouse” English
- Barbara Nichols – Gladys
- Bobby Sherwood – Ned Gavin
- Judy Dan – Hat Check Girl
- Hank Henry – Joe Muggins